# فينس هال
فينس هال (بالإنجليزية: Vince Hall)‏ هو لاعب كرة قدم أمريكية أمريكي، ولد في 3 ديسمبر 1984 في كينغزفيل في الولايات المتحدة.